# Stefán Hilmarsson
Stefán Hilmarsson född 1966 i Reykjavik är en isländsk sångare. 
Stefán började sin musikkarriär 1986. I början sjöng han i bandet Sniglabandið men senare i Sálin hans Jóns míns, som uppstod våren 1988. 
Andra band som Stefán har arbetat med är Pláhnetan, Straumar, 2falda beatið, Milljónamæringarnir samt Bjargvætturinn Laufey and Bóas. Hans band Sálin hans Jóns míns har spelat och givit ut tolv album.
Han har även dubbat och sjungit låtar till Disneyfilmer på isländska såsom Björnbröder, Tarzan och Spirit - Hästen från vildmarken.